# Rezistivita
Rezistivita (též měrný elektrický odpor nebo také specifický elektrický odpor) je fyzikální veličina charakterizující lokální (diferenciální) vodivostní či odporové vlastnosti látek vedoucích elektrický proud. Jde o materiálovou konstantu. Rezistivita je převrácená hodnota konduktivity (měrné vodivosti). Čím větší je rezistivita, tím menší je lokální vodivost dané látky a tím větší je lokální elektrický odpor.
Rezistivita látek závisí na teplotě. U kovových vodičů s teplotou roste, u polovodičů klesá.

## Definice, značení a jednotky
Rezistivita je číselně rovna velikosti elektrického odporu homogenního vodiče s jednotkovým obsahem kolmého průřezu na jednotku délky.
- Značka veličiny:

ρ (doporučena normou) nebo ζ
- Jednotka SI:

ohm metr, značka Ω·m
- Technická jednotka: ohm milimetr čtvereční / metr, Ω·(mm)2·m−1, uváděná jako mikroohmmetr, μΩ·m

1 Ω·(mm)2·m−1 = 10−6 Ω·m2·m−1 = 10−6 Ω·m = 1 μΩ·m

## Základní vztahy
Měrný odpor homogenního vodiče stálého průřezu lze určit ze vztahu
{\displaystyle \rho ={\frac {RS}{l}}},
kde R je odpor vodiče, S je obsah kolmého průřezu a l je délka vodiče.
Vztah ke konduktivitě
{\displaystyle \rho ={\frac {1}{\sigma }}},
kde σ je konduktivita.
Z něj plyne diferenciální definiční vztah (pro izotropní látky):
{\displaystyle \mathbf {j} ={\frac {1}{\rho }}\mathbf {E} }
kde j je hustota elektrického proudu, E intenzita elektrického pole.

## Závislost na teplotě

### Kovy
Závislost rezistivity na teplotě lze v technicky běžném rozsahu teplot přibližně vyjádřit lineární závislostí:
{\displaystyle \rho =\rho _{0}(1+\alpha \Delta t)},
kde ρ0 je počáteční rezistivita, Δt je rozdíl teplot a α je teplotní součinitel elektrického odporu.
U některých látek při poklesu teploty do blízkosti absolutní nuly rezistivita prudce klesá k nulové hodnotě, nastává supravodivost.

### Polovodiče
Rezistivita polovodičů klesá s teplotou přibližně podle exponenciální závislosti:
{\displaystyle \rho \propto \mathrm {e} ^{\frac {konst.}{T}}}

## Použití
Měrný odpor lze použít pro výpočet odporu R vodiče z látky o rezistivitě ρ, délky l a obsahu průřezu S.
{\displaystyle R=\rho \cdot {\frac {l}{S}}}
Používá se také pro výpočet charakteristické hloubky vniku δ proudu do vodiče protékaného střídavým proudem o frekvenci f (vizte článek Skin efekt), kde ρ je rezistivita, {\displaystyle \varepsilon } je permitivita a μ je permeabilita materiálu:
- pro nižší frekvence {\displaystyle f\ll 1/\rho \varepsilon }
{\displaystyle \delta \approx {\sqrt {\frac {\rho }{\pi \cdot f\cdot \mu }}}};
- pro vyšší frekvence (nebo špatné vodiče), kdy {\displaystyle f\gg 1/\rho \varepsilon }
{\displaystyle \delta \approx {2\rho }{\sqrt {\varepsilon  \over \mu }}}.

## Příklady hodnot
Hodnoty rezistivity (při teplotě 20 °C). Údaje v různých tabulkách se mohou mírně lišit - záleží na konkrétním zpracování měřeného vzorku materiálu.
| Látka          | Složení                  | ρ [nΩ·m] (při 20 °C) |
| -------------- | ------------------------ | -------------------- |
| Stříbro        | Ag                       | 17                   |
| Měď            | Cu                       | 18                   |
| Zlato          | Au                       | 23,5                 |
| Hliník         | Al                       | 28                   |
| Wolfram        | W                        | 50                   |
| Mosaz          | 50 - 99 % Cu, Zn         | 75                   |
| Železo         | Fe                       | 98                   |
| Platina        | Pt                       | 110                  |
| Cín            | Sn                       | 115                  |
| Tantal         | Ta                       | 155                  |
| Olovo          | Pb                       | 207                  |
| Nikelin        | 67 % Cu, 30 % Ni, 3 % Mn | 400                  |
| Konstantan     | 54 % Cu, 45 % Ni, 1 % Mn | 490                  |
| Nichrom        | 78 % Ni, 20 % Cr, 2 % Mn | 1080                 |
| Uhlík (grafit) | C                        | 330 - 1850           |